# Nakano-shima (Kagoshima)
Pour les articles homonymes, voir Nakano-shima.
Nakano-shima (中之島) est une île volcanique du Japon, une des îles Tokara en mer de Chine orientale.

## Géographie
La plus grande et la plus peuplée des Tokara, elle est située à 150 kilomètres au sud de Kyushu. L'extrémité nord de l'île est dominée par le volcan Otake, volcan actif dont la dernière éruption remonte à 1914 et qui a été exploité pour son soufre jusqu'en 1944.
Elle fait administrativement partie de la préfecture de Kagoshima.

## Histoire
Ancienne possession du royaume de Ryūkyū, sous l'époque d'Edo, elle appartient au domaine de Satsuma. En 1896, elle passe à l'administration du district d'Ōshima et est depuis 1911 une partie du village de Toshima. De 1946 à 1952, l'île a été administrée par les États-Unis dans le cadre du gouvernement provisoire des îles Ryukyu du Nord. 
Il a été découvert sur l'île au début des années 1950, une espèce de poney, le poney de Tokara, qui se rencontre uniquement sur l'île. L'espèce a failli disparaître et les survivants ont été retirés pour être protégés dans un ranch exploité par l'université de Kagoshima. Certains ont été réintroduits sur Nakano-shima.